# Gresham (Oregon)
Gresham è una città degli Stati Uniti d'America, nella Contea di Multnomah, nello Stato dell'Oregon.
La popolazione era di 110 158 abitanti nel censimento del 2018.

## Storia
Prima dell'arrivo dei pionieri la tribù Clackmas del popolo Chinookan aveva costruito villaggi di capanne di legno nei pressi dei vari torrenti e fiumi nell'area di Gresham, in particolare lungo il Johnson Creek, dove era possibile esercitare in modo fruttuoso caccia e pesca.
La ricchezza di terreni richiamò coloni europei nell'area che, si insediarono nell'aria già nota, prima del 1884 come "Campo Ground" o Valle di Powell.
Nel 1904 venne eletto il primo sindaco con il suo consiglio e lo stato riconobbe la municipalità in data 11 febbraio 1905.

## Monumenti e luoghi d'interesse

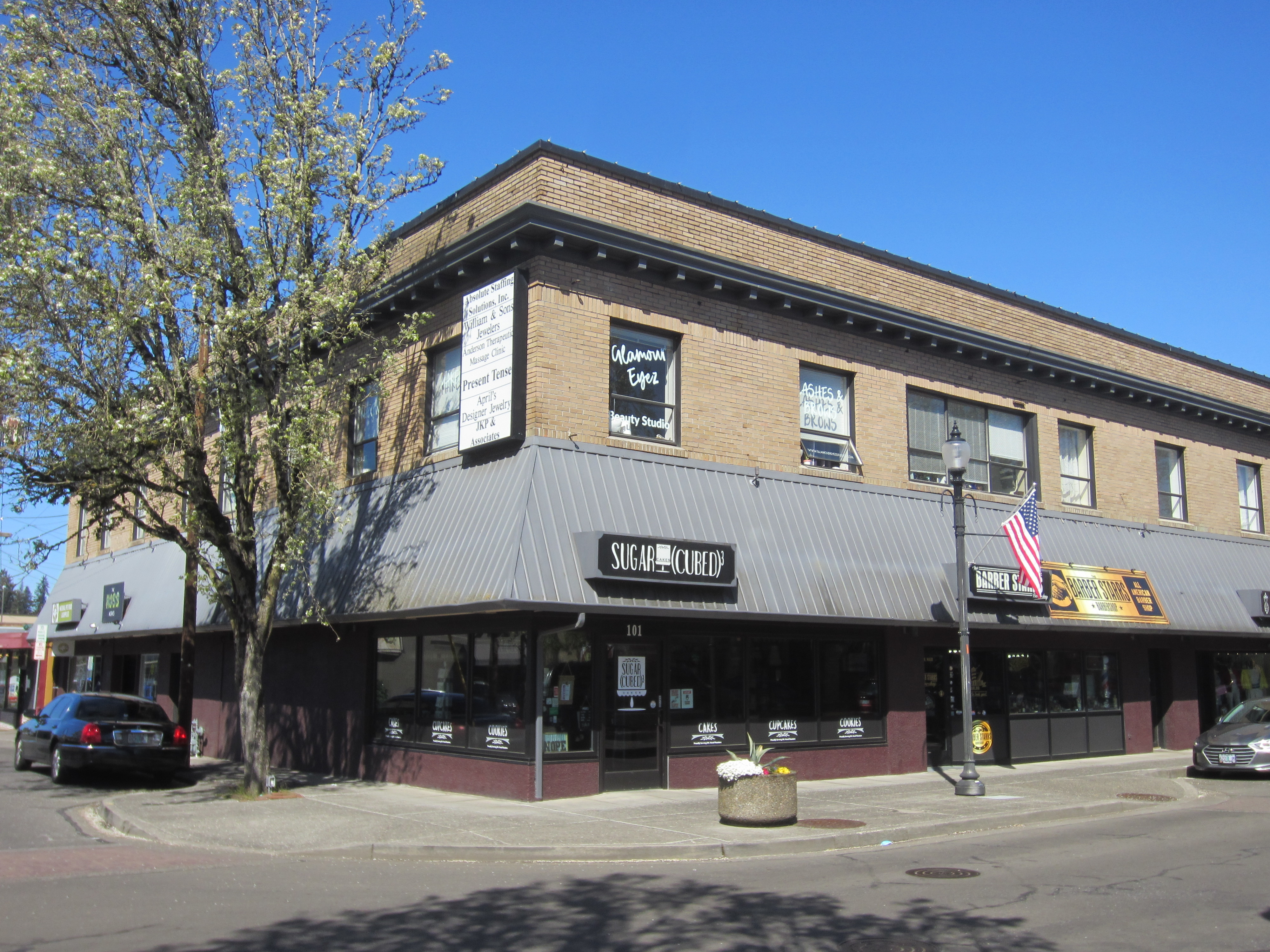
Hotel costruito nel 1911

La città conserva diversi luoghi d'interesse ed edifici storici in ricordo del passato e in memoria dell'evoluzione della città. 
In particolare si ricorda l'hotel "a prova d'incendio" costruito da William Congdon nel 1911, questo luogo fu parte fondante dell'area commerciale della cittadina e servì come punto d'incontro per cittadini e forestieri.
Numerose, inoltre, sono le abitazioni originali che, con i loro differenti stili, mostrano le varie influenze subite dalla comunità nel corso del tempo.

## Infrastrutture e trasporti
La città è servita dalla linea blu della rete metrotranviaria MAX.

## Amministrazione

### Gemellaggi
- Ebetsu, dal 1977
- Sokcho
- Owerri